# 格林威治 (新澤西州沃倫縣)
格林威治（英語：Greenwich）是位於美國新澤西州沃倫縣的普查規定居民點。

## 人口
根據2020年美國人口普查的數據，格林威治的面積為2.349平方千米，皆為陸地。當地共有人口2558人，而人口密度為每平方千米1,088.97人。